# Dzierzążnia
Dzierzążnia (deutsch Güntersruhm) ist ein Dorf und Sitz der gleichnamigen Gemeinde im Powiat Płoński der Woiwodschaft Masowien, Polen.

## Gemeinde
Zur Landgemeinde Dzierzążnia gehören 29 Ortschaften mit einem Schulzenamt:
Błomino-Gule
Błomino Gumowskie
Błomino-Jeże
Chrościn
Cumino
Dzierzążnia (dt. Güntersruhm)
Gumowo
Kadłubowo
Korytowo
Kucice
Niwa
Nowa Dzierzążnia
Nowe Gumino
Nowe Kucice
Nowe Sarnowo
Pluskocin
Podmarszczyn
Pomianowo
Pomianowo-Dzierki
Przemkowo
Rakowo
Sadkowo
Sarnowo-Góry
Siekluki
Skołatowo
Starczewo-Pobodze
Starczewo Wielkie
Stare Gumino
Wierzbica Pańska
Wierzbica Szlachecka
Wilamowice

## Persönlichkeiten
- Henryk Świątkowski (1896–1970), Rechtsanwalt, Politiker und Professor für Rechtswissenschaften an der Universität Warschau